# روتول‌ها
روتول‌ها (Myhabyr) قومی هستند که در جنوب داغستان و شمال جمهوری آذربایجان زندگی می‌کنند و به زبان روتولی صحبت می‌کنند.
سرشماری سال ۲۰۰۲ در روسیه نشان می‌دهد که ۳۰ هزار روتول در این کشور وجود دارد.
روتول‌ها مسلمان و اهل تسنن هستند.